# Pribylina
Pribylina es un municipio del distrito de Liptovský Mikuláš en la región de Žilina, Eslovaquia, con una población estimada a final del año 2024 de 1316 habitantes.
Se encuentra ubicado al sureste de la región, cerca del curso alto del río Váh (cuenca hidrográfica del Danubio), de los montes Tatras y de la frontera con Polonia y las regiones de Prešov y Banská Bystrica.

## Demografía
| Año        | 1994 | 2004    | 2014    | 2024    |
| ---------- | ---- | ------- | ------- | ------- |
| Población  | 1336 | 1362    | 1329    | 1316    |
| Diferencia |      | +1,94 % | −2,42 % | −0,97 % |

| Año        | 2023 | 2024    |
| ---------- | ---- | ------- |
| Población  | 1325 | 1316    |
| Diferencia |      | −0,67 % |